# 易家桥站
易家橋站是南通轨道交通2号线的地铁车站，位于中华人民共和国江苏省南通市崇川区青年路与城山路交叉口地下，于2023年12月27日开通。

## 车站结构
易家橋站沿青年路设置，呈東西走向，为地下二层岛式站台车站。车站地下一层为站厅层，地下二层为站台层。车站东侧设置一条单渡线。
| 地面              | 出入口 | 1、2出入口                                                                                        |
| 地下一层          | 站厅   | 客服中心、自动售票机、验票机                                                                      |
| 地下二层          | 站台层 | \| \| \| 2号线往幸福（体育公园） \| \| 島式 · 開左邊车门 \| \| \| \| \| \| 2号线往先锋（文峰） \| |
|                   |        | 2号线往幸福（体育公园）                                                                           |
| 島式 · 開左邊车门 |        |                                                                                                   |
|                   |        | 2号线往先锋（文峰）                                                                               |

## 车站出口
易家橋站共设2个出口，各出口及周围设施如下所示：
| 编号                | 周边信息                                       | 照片  | 无障碍设施 |
| ------------------- | ---------------------------------------------- | ----- | ---------- |
| 1 · 出口 · （设有） | 南通大学启秀校区、南通师范高等专科学校城山校区 | 1号口 |            |
| 2 · 出口            | 文峰公园                                       |       | 不適用     |
| 图例： 设有         |                                                |       |            |

## 车站历史
- 2020年8月14日，正式站名公布，本站命名为易家橋站[2]。
- 2023年12月27日，随2号线一期工程通车一同开通[1]。